# Онста
Онста (фр. Anstaing) насеље је и општина у североисточној Француској у региону Север-Па д Кале, у департману Север која припада префектури Лил.
По подацима из 2011. године у општини је живело 1313 становника, а густина насељености је износила 570,87 становника/km². Општина се простире на површини од 2,3 km². Налази се на средњој надморској висини од 27 метара (максималној 40 m, а минималној 23 m).

## Демографија
| 1962. | 1968. | 1975. | 1982. | 1990. | 1999. | 2011. |
| ----- | ----- | ----- | ----- | ----- | ----- | ----- |
| 927   | 1.007 | 972   | 1.058 | 1.115 | 1.183 | 1.313 |

График промене броја становника у току последњих година